# Surberg
Surberg è un comune tedesco di 3 123 abitanti, situato nel land della Baviera.